# Governo Rutte I
Il governo Rutte I (in lingua nederlandese: Kabinet-Rutte I) è stato il sessantottesimo Governo dei Paesi Bassi, in carica per 1 anno, 11 mesi e 21 giorni, dal 14 ottobre 2010 al 5 novembre 2012 (sebbene dimissionario dal 23 aprile 2012), presieduto dal primo ministro Mark Rutte.
Il governo, chiamato dalla stampa anche "esecutivo Rutte-Verhagen", si formò in seguito alle elezioni del 2010 con una coalizione di centro-destra tra il Partito Popolare per la Libertà e la Democrazia (VVD) e il partito Appello Cristiano Democratico (CDA). Ciononostante, esso fu un governo di minoranza e, per sopravvivere, ebbe l'appoggio esterno del Partito per la Libertà (PVV).
Il gabinetto cadde, tuttavia, a soli 18 mesi dalla sua formazione per via del ritiro l'appoggio esterno del Partito per la Libertà (PVV), in seguito ad un disaccordo con la coalizione di governo su misure di austerità più forti per ridurre il deficit dovuto alla crisi finanziaria.

## Situazione parlamentare
Al momento del giuramento del nuovo esecutivo, il 14 ottobre 2010:
| Camera       | Collocazione     | Partiti                                                          | Seggi    |
| ------------ | ---------------- | ---------------------------------------------------------------- | -------- |
| Tweede Kamer | Maggioranza      | VVD (31), CDA (21)                                               | 52 / 150 |
| Tweede Kamer | Appoggio esterno | PVV (24)                                                         | 24 / 150 |
| Tweede Kamer | Opposizione      | PvdA (30), SP (15), D66 (10), GL (10), CU (5), SGP (2), PvdD (2) | 74 / 150 |

Al momento della caduta del nuovo esecutivo, il 23 aprile 2012:
| Camera       | Collocazione | Partiti                                                                    | Seggi    |
| ------------ | ------------ | -------------------------------------------------------------------------- | -------- |
| Tweede Kamer | Governo      | VVD (31), CDA (21)                                                         | 52 / 150 |
| Tweede Kamer | Opposizione  | PvdA (30), PVV (24), SP (15), D66 (10), GL (10), CU (5), SGP (2), PvdD (2) | 98 / 150 |

## Composizione
Partito Popolare per la Libertà e la Democrazia (VVD)
     Appello Cristiano Democratico (CDA)
| Carica o ministero                                                             | Titolare | Titolare | Titolare                                    | Partito |
| ------------------------------------------------------------------------------ | -------- | -------- | ------------------------------------------- | ------- |
| Ministro-Presidente Affari generali                                            |          |          | Mark Rutte                                  | VVD     |
| Vice Ministro-Presidente Affari economici, Agricoltura e Innovazione           |          |          | Maxime Verhage                              | CDA     |
| Relazioni interne e del Regno                                                  |          |          | Piet Hein Donner (fino al 16 dicembre 2011) | CDA     |
| Relazioni interne e del Regno                                                  |          |          | Liesbeth Spies (dal 16 dicembre 2011)       | CDA     |
| Esteri                                                                         |          |          | Uri Rosenthal                               | VVD     |
| Finanze                                                                        |          |          | Jan Kees de Jager                           | CDA     |
| Giustizia e Sicurezza                                                          |          |          | Ivo Opstelten                               | VVD     |
| Difesa                                                                         |          |          | Hans Hillen                                 | CDA     |
| Salute e Sport                                                                 |          |          | Edith Schippers                             | VVD     |
| Affari sociali e Occupazione                                                   |          |          | Henk Kamp                                   | VVD     |
| Infrastrutture e Ambiente                                                      |          |          | Melanie Schultz van Haegen                  | VVD     |
| Istruzione, Cultura e Scienza                                                  |          |          | Marja van Bijsterveldt                      | CDA     |
| Ministro senza portafoglio Immigrazione, Asilo ed Integrazione delle minoranze |          |          | Gerd Leers                                  | CDA     |